# لوئیجی مانلی
لوئیجی مانلی (انگلیسی: Luigi Mannelli؛ ۲۱ فوریهٔ ۱۹۳۹ – ۱۴ مارس ۲۰۱۷) بازیکن واترپلو اهل ایتالیا بود.